# Croix de Cheules
La Croix de Cheules est un col routier à 906 mètres d'altitude sur la commune de Lascelle dans le Cantal en Auvergne-Rhône-Alpes.

## Toponymie
L'origine du nom du col vient de la présence d'une croix implantée au bord du croisement routier et de la proximité du hameau de Cheules.

## Géographie
Le col se trouve à 906 mètres d'altitude sur la route des crêtes, surplombant les vallées de la Jordanne et de l'Authre et au croisement des routes départementales 35, 59 et 60 :
- la D35 part d'Aurillac pour rejoindre Salers en passant Houade à proximité du col ;
- la D59 part de Saint-Cirgues-de-Jordanne, dans la vallée de la Jordanne pour aller jusqu'au lieu-dit de Printegarde sur la commune de Saint-Paul-des-Landes sur la D920, l'ancienne route nationale 120 ;
- la D60 assure les communications vers la commune de Lascelle sur la D17, plus particulièrement au lieu-dit de Jaulhac.

## Activités
Une auberge en pierres de taille accueille les touristes de passage (boissons et pâtisseries).